# Dworek Separowo

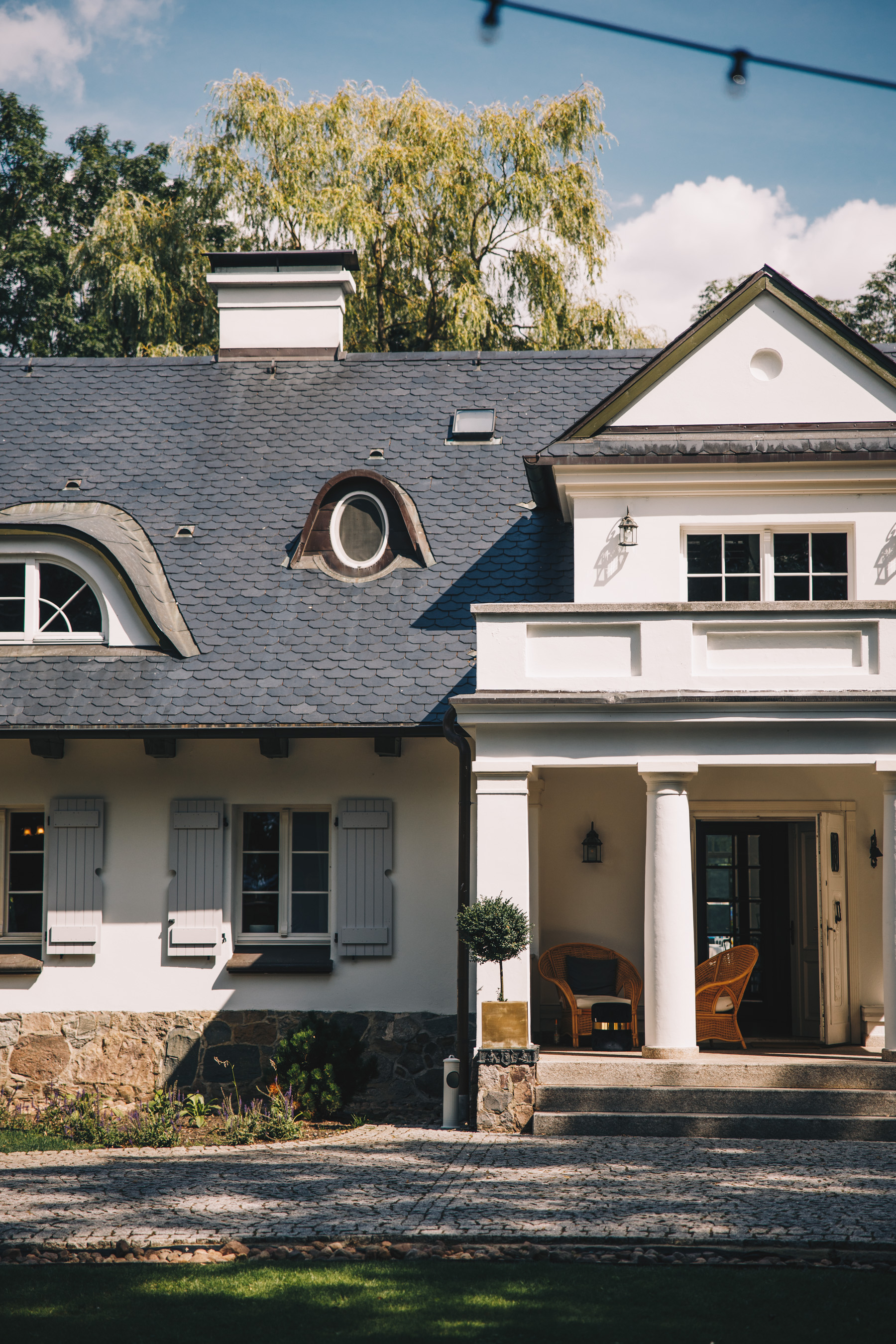
Wejście do Dworku

Dworek Separowo – zabytkowy dworek z końca XIX wieku, mieszczący się w gminie Granowo, w powiecie grodziskim, w województwie wielkopolskim.

## Historia Dworku i miejscowości
Miejscowość Separowo jest stosunkowo młoda, bo liczy sobie dopiero niespełna 200 lat. Została założona jako folwark w latach 30. XIX wieku przez Kierskich z Kiekrza herbu Jastrzębiec, prawdopodobnie jako własność Hipolita Kierskiego.
Folwark, o którym mowa, był traktowany przez ówczesnych uczonych jako jeden z mniejszych w powiecie bukowieckim, do którego Separowo przynależało. Według spisu z 1837 roku wieś liczyła 31 mieszkańców i 3 domostwa, co tylko potwierdza skromną wielkość. W 1871 roku w Separowie zmarł Aleksander Otto Trąmpczyński, oficer walczący w powstaniu listopadowym.
W latach 80. XIX wieku Separowo, jako folwark wchodzący w skład majątku Bielawy, stał się własnością kapituły poznańskiej (niestety, nie wiemy w jaki sposób). To prawdopodobnie wtedy wybudowano dwór służący za mieszkanie cywilnym zarządcom kościelnego majątku.

## Wiek XX
Po odzyskaniu przez Polskę niepodległości najprawdopodobniej folwark przestał funkcjonować, a grunty w ramach reformy rolnej z 1925 roku rozparcelowano, gdyż nie wspomina o nich żadna z ksiąg.
Po II wojnie światowej majątek przejął Skarb Państwa i na bazie dawnego folwarku utworzono PGR – dość spory jak na tamte czasy. Prawdopodobnie wówczas w Dworku zamieszkiwali zarządcy sąsiadującego z obiektem Gospodarstwa.
Po likwidacji Państwowego Gospodarstwa Rolnego, na początku XXI wieku Dworek przeszedł w ręce prywatne, został odrestaurowany oraz dobudowano budynek Wozowni, jako domek dla Gości. Ówczesny Właściciel zamieszkiwał Dworek, aż do roku 2018, kiedy to obiekt zmienił właściciela i w chwili obecnej, po dobudowaniu szklanej, całorocznej oranżerii funkcjonuje, jako miejsce wynajmowane na różnego rodzaju uroczystości.

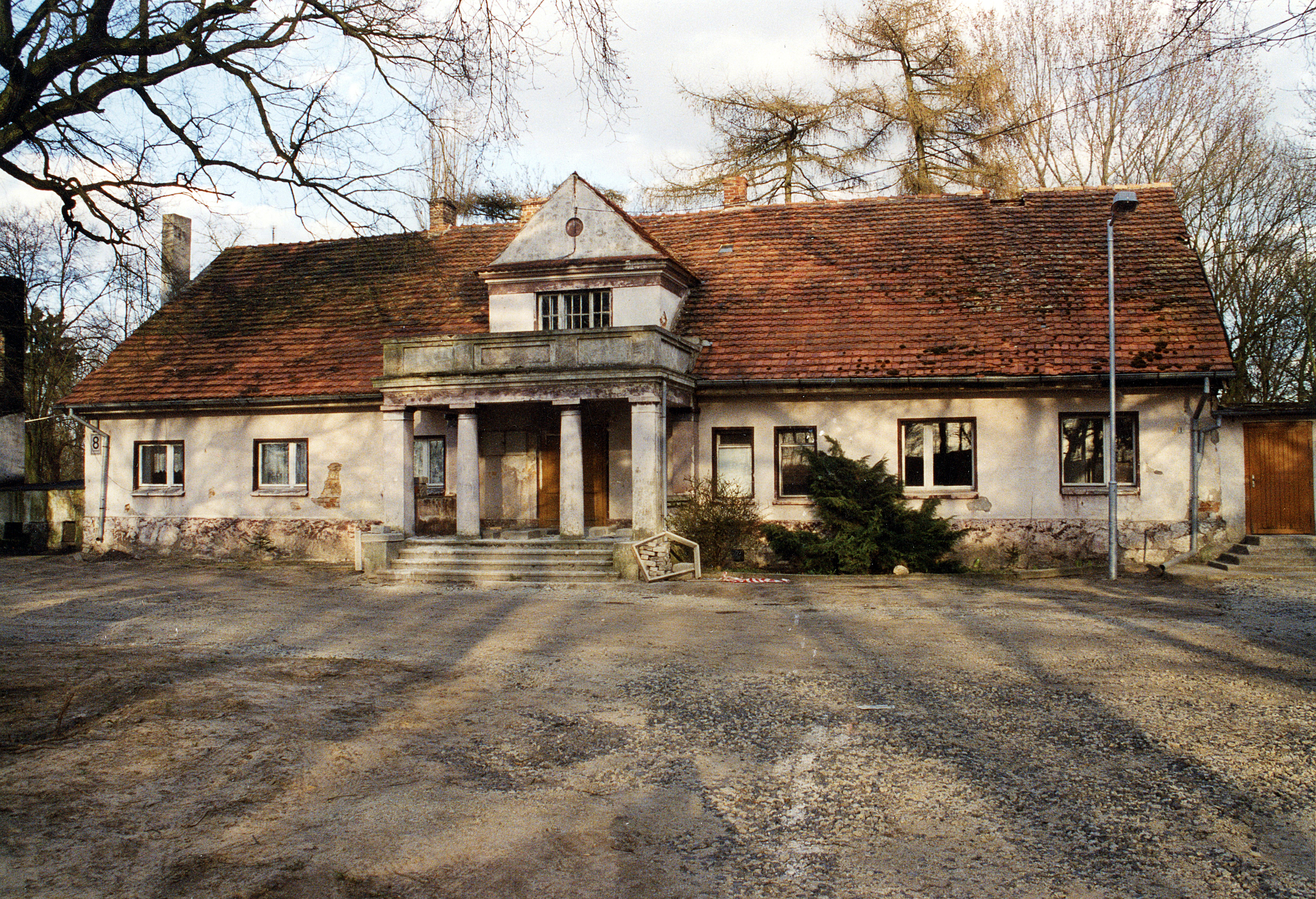
Dworek przed odrestaurowaniem – początek lat 90. XX w.

## Architektura Dworku
Dwór wznosi się pośrodku parku, wybudowany na planie prostokąta i skierowany fasadą na zachód.
Wejście zostało umieszczone centralnie, poprzedzone czterokolumnowym portykiem, dźwigającym balkon. Sale znajdujące się na parterze zdobią drewniane belki oraz drewniana podłoga.
Wśród wyposażenia obiektu znajdziemy liczne antyki: kominki, meble i sprzęty z poprzednich epok. Zarówno Dworek, jak i park są wpisane w Rejestr Zabytków.

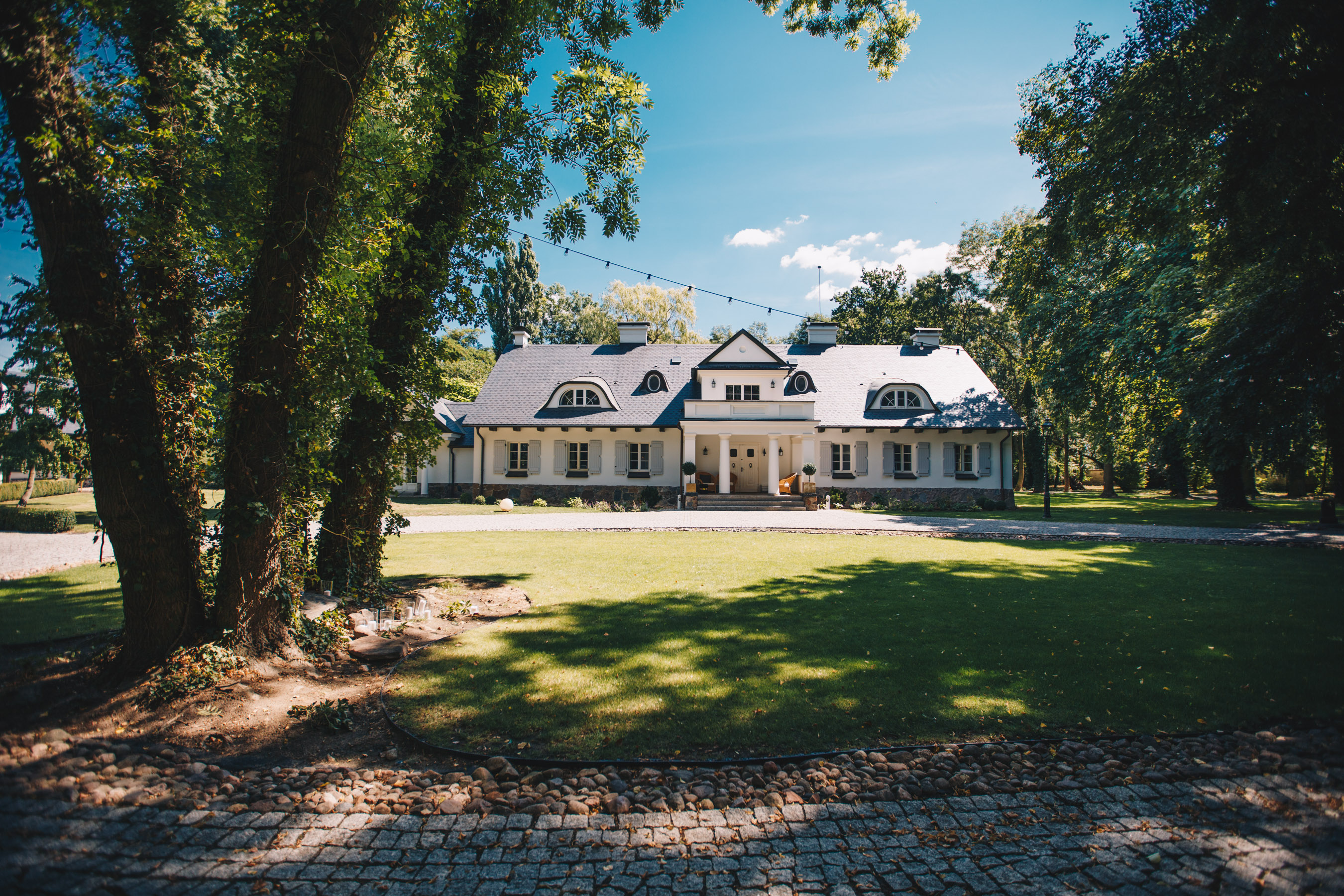
Obecna fasada Dworku Separowo